# M(a)de in Japan
Albums de Ayumi Hamasaki
A ONE
(2015)
M(A)DE IN JAPAN est le 17e album original de Ayumi Hamasaki sorti sous le label avex trax, en excluant mini-albums, compilations, et remix.

## Présentation
L'album sort le 11 mai 2016 au Japon sous le label avex trax en version numérique seulement sur la plateforme AWA. Il sort un mois plus tard en version physique le 29 juin 2016. Il atteint la 2e place du classement des ventes de l'Oricon. Il se vend à 30 269 exemplaires la première semaine et reste classé 10 semaines pour un total de 40 609 exemplaires vendus.
L'album sort en trois formats, avec des pochettes différentes : en CD seul, en CD+DVD ou CD+Blu-ray (avec un DVD ou un Blu-ray en supplément contenant les clips vidéo de trois des titres et leurs making-of). Une autre version réservée au fan club TeamAyu avec en plus un deuxième DVD ou Blu-ray contenant le concert « ayumi hamasaki LIMITED TA LIVE TOUR at Zepp Tokyo ».

## Liste des titres
Toutes les paroles sont écrites par Ayumi Hamasaki.
| 1.  | tasky                                          |  |
| 2.  | FLOWER                                         |  |
| 3.  | Mad World                                      |  |
| 4.  | Breakdown                                      |  |
| 5.  | Survivor                                       |  |
| 6.  | You are the only one                           |  |
| 7.  | TODAY                                          |  |
| 8.  | Mr. Darling                                    |  |
| 9.  | Summer Love                                    |  |
| 10. | Many Classic Moments (reprise du groupe globe) |  |

| 1. | FLOWER (Video Clip)        |  |
| 2. | Mad World (Video Clip)     |  |
| 3. | Winter Diary (Video Clip)  |  |
| 4. | FLOWER (Making Clip)       |  |
| 5. | Mad World (Making Clip)    |  |
| 6. | Winter Diary (Making Clip) |  |

| 1.  | Sorrows                                                |  |
| 2.  | Startin'                                               |  |
| 3.  | UNITE!                                                 |  |
| 4.  | Last minute                                            |  |
| 5.  | Heartplace                                             |  |
| 6.  | Days                                                   |  |
| 7.  | beloved                                                |  |
| 8.  | Summer diary                                           |  |
| 9.  | HEAVEN                                                 |  |
| 10. | Medley (XOXO〜Lelio〜Sparkle〜Feel the love〜You & Me) |  |
| 11. | Love song                                              |  |
| 12. | Boys & Girls                                           |  |
| 13. | The Show Must Go On                                    |  |
| 14. | Replace                                                |  |
| 15. | MY ALL                                                 |  |
| 16. | FLOWER (Video Clip) (Blu-ray seulement)                |  |
| 17. | Mad World (Video Clip) (Blu-ray seulement)             |  |
| 18. | Winter Diary (Video Clip) (Blu-ray seulement)          |  |
| 19. | FLOWER (Making Clip) (Blu-ray seulement)               |  |
| 20. | Mad World (Making Clip) (Blu-ray seulement)            |  |
| 21. | Winter Diary (Making Clip) (Blu-ray seulement)         |  |